# ボンテクー (小惑星)
ボンテクー (10654 Bontekoe) は、小惑星帯の小惑星のひとつ。パロマー天文台のトム・ゲーレルスとライデン天文台のファン・ハウテン夫妻が発見した。
オランダの東インド会社の船員、ヴィレム・アイスブランツゾーン・ ボンテクーから命名された。